# Baugrundtagung
Die Baugrundtagung mit begleitender Fachausstellung „Geotechnik“ findet seit 1952 im zweijährlichen Turnus statt.
Sie gehört zu den großen Fachtagungen des Bauwesens in Deutschland und vertritt das gesamte Fachgebiet der Geotechnik. Veranstalter ist die Deutsche Gesellschaft für Geotechnik e. V. (DGGT).
Die Baugrundtagung wird in unterschiedlichen Städten Deutschlands ausgetragen. Tagungsinhalte sind aktuelle Themen aus dem Gesamtbereich der Geotechnik. 
Die Hauptveranstaltung findet an zwei Tagen statt, an denen anerkannte Fachleute ein wissenschaftlich hochrangiges Vortragsprogramm vor einem breiten Fachpublikum aus dem In- und Ausland präsentieren. Der dritte Tag ist technischen Exkursionen zu interessanten Bauprojekten der gastgebenden Stadt und ihrer Umgebung vorbehalten.
Der Hauptvortragsveranstaltung vorgeschaltet ist seit 1994 die Spezialsitzung „Forum für junge Geotechnik-Ingenieure“, die jungen promovierten und diplomierten Geotechnik-Ingenieuren und Ingenieurgeologen die Möglichkeit bietet, ihre Forschungsergebnisse aus Hochschule und Praxis vor Fachleuten zu präsentieren.
Die Vorträge der Baugrundtagung werden in einem Tagungsband veröffentlicht.